# 諫早村
諫早村（いさはやむら）は、長崎県北高来郡にあった村。1923年（大正12年）に隣接する諫早町および北諫早村と合併を行い、改めて発足した諫早町の一部となった。
現在の諫早市諫早地域のうち、中央地区の一部にあたる。

## 地理
- 山：上山、御館山
- 河川：本明川

## 歴史
江戸期は「船越村」と称していたが、明治7年から9年の間に村名を諫早村に改めた。
- 1889年（明治22年）4月1日 - 町村制の施行により、北高来郡諫早村のうち字大城戸を除く区域をもって諫早村が発足[1]。
- 1894年（明治27年）頃 - 村役場を原口名字小路から同名の字西上ノ馬場へ移転。
- 1911年（明治44年）6月20日 - 島原鉄道線が開業し、当村域に本諫早駅が設置される。
- 1923年（大正12年）4月1日 - 北高来郡諫早町、北諫早村と合併し改めて諫早町を新設して消滅。

## 地名
名を行政区域とする。大字は設置していない。
- 宇都名
- 仲沖名
- 原口名（はらぐち、はるぐち）
- 船越名

## 行政

### 村長
- 芦塚亀三郎[2]

## 交通

### 鉄道
島原鉄道
- 島原鉄道線

（北諫早村） - 本諫早駅 - （小野村）
現在、旧村域には本諫早駅のほか、2000年（平成12年）より現在の諫早市幸町に幸駅が設置されている。

## 名所・旧跡
- 諫早神社

## 出身・ゆかりのある人物
- 木原頼三（諫早銀行頭取）
- 鳥合幸徳[2]（諫早無尽取締役社長）